# Грязный (ручей, впадает в Кушелку)
Грязный — ручей в России, протекает в Сланцевском районе Ленинградской области. Впадает в озеро Кушелка, из которого, в свою очередь, начинается река Кушелка. Длина ручья — 12 км.

## Данные водного реестра
По данным государственного водного реестра России относится к Балтийскому бассейновому округу, водохозяйственный участок реки — Нарва. Относится к речному бассейну реки Нарва (российская часть бассейна).
Код объекта в государственном водном реестре — 01030000412202000027318.